# Refa’el Etan (generał)
Refa’el Etan, Rafael Eitan (hebr. ‏רפאל איתן‎; ur. 11 kwietnia 1929 w Afuli, zm. 23 listopada 2004 w Aszdod) − izraelski wojskowy i polityk, generał, szef sztabu Sił Obronnych Izraela (raw alluf) w latach 1978–1983, następnie polityk, członek Knesetu, wicepremier i minister rolnictwa.